# Tunnel Brandkopf
Der Tunnel Brandkopf ist ein Eisenbahntunnel der Neubaustrecke Ebensfeld–Erfurt zwischen den Streckenkilometern 147,753 und 149,246. Die 1493 m lange Röhre unterquert nahe dem thüringischen Gehren den Brandkopf und trägt daher seinen Namen.

## Verlauf
Die Trasse des Tunnels verläuft in Nord-Süd-Richtung. Die Überdeckung liegt bei bis zu 120 m.

## Geschichte

### Planung
Bereits 1996 war ein Bauwerk mit einer Länge von 1493 m geplant.
Der Tunnel ist Teil des Planfeststellungsabschnitts 3220 der Neubaustrecke und liegt zwischen den Baukilometern 64,634 und 66,127. Der Bau dieses Abschnitts, einschließlich des Tunnels Brandkopf, wurde Ende Mai 2009 an eine Arbeitsgemeinschaft der Unternehmen
Bilfinger Berger Ingenieurbau, Max Bögl und Wayss & Freytag Ingenieurbau vergeben. Für einen Notausgang bei Streckenkilometer 148,568 ist ein 404,6 m langer, befahrbarer Fensterstollen mit zehnprozentiger Steigung vorhanden, der zum Rettungsplatz führt. Als zusätzliche Zufahrt zum Südportal ist die Wohlrosetalbrücke für Rettungsfahrzeuge befahrbar.

### Bau
Der Tunnel wurde am 26. November 2009 feierlich angeschlagen. Die Tunnelpatenschaft hatte Beate Misch, Vorsitzende der Verwaltungsgemeinschaft Langer Berg übernommen.
Mit dem Ausbruchsmaterial wurde das im Schobsegrund westlich liegende Tagebaurestloch Thiemtal (50° 38′ 48″ N, 10° 56′ 27″ O) verfüllt, in dem zuvor Fluorit gewonnen wurde.
Der Durchschlag wurde am 1. Oktober 2010 gefeiert. Ein Jahr später war die innere Tunnelschale fertiggestellt.
In das Bauwerk wurden etwa 60 Millionen Euro investiert.

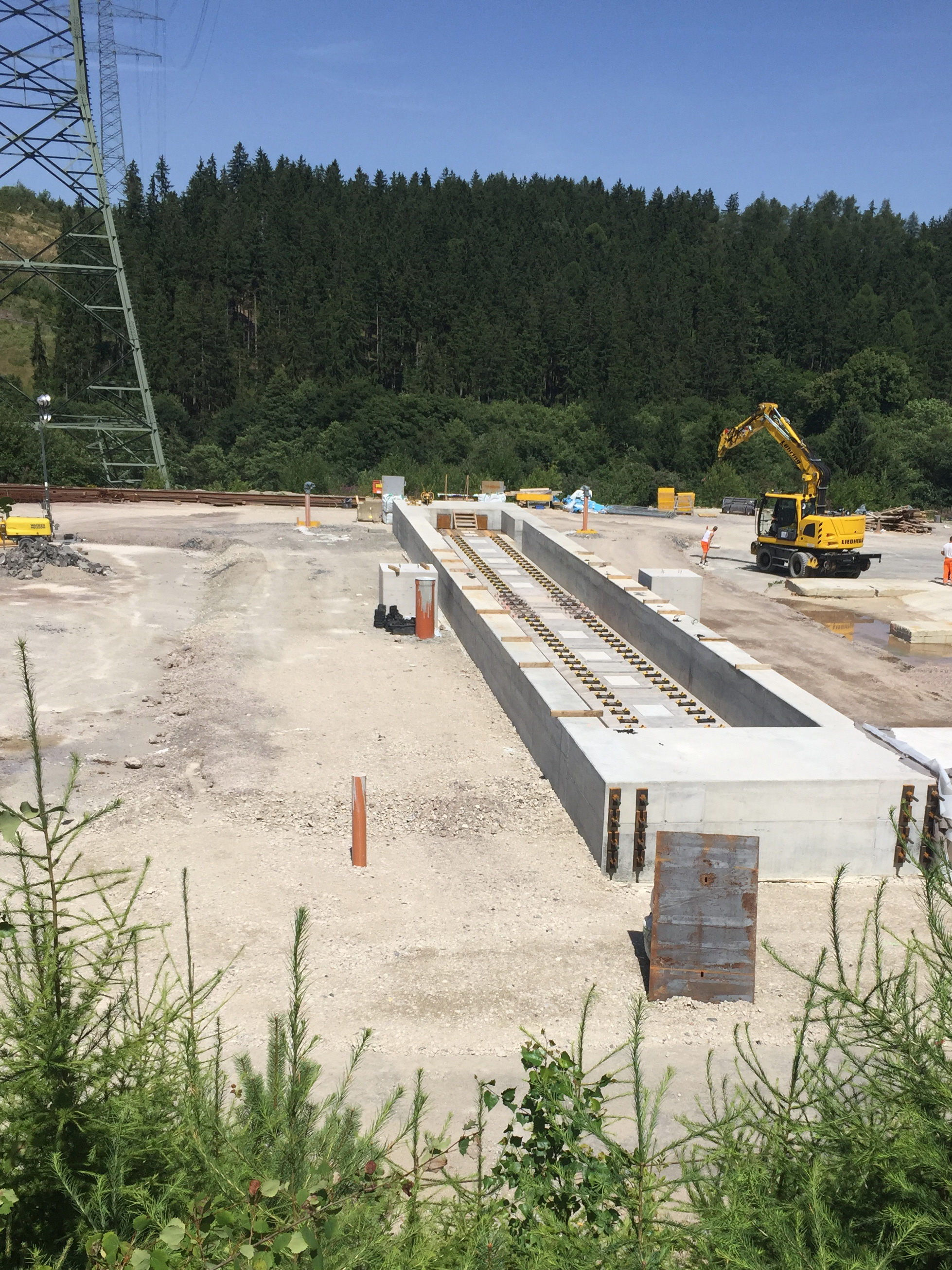
Feste-Fahrbahn-Versuchskonstruktion

In der Nähe des nördlichen Tunnelportals wurde im Sommer 2017 in einem Rahmen ein Abschnitt Fester Fahrbahn, wie er in einer Brückenfuge (am Übergang zweier Überbauten) vorkommt, für Untersuchungen aufgebaut.

## Fotos im Bauzustand

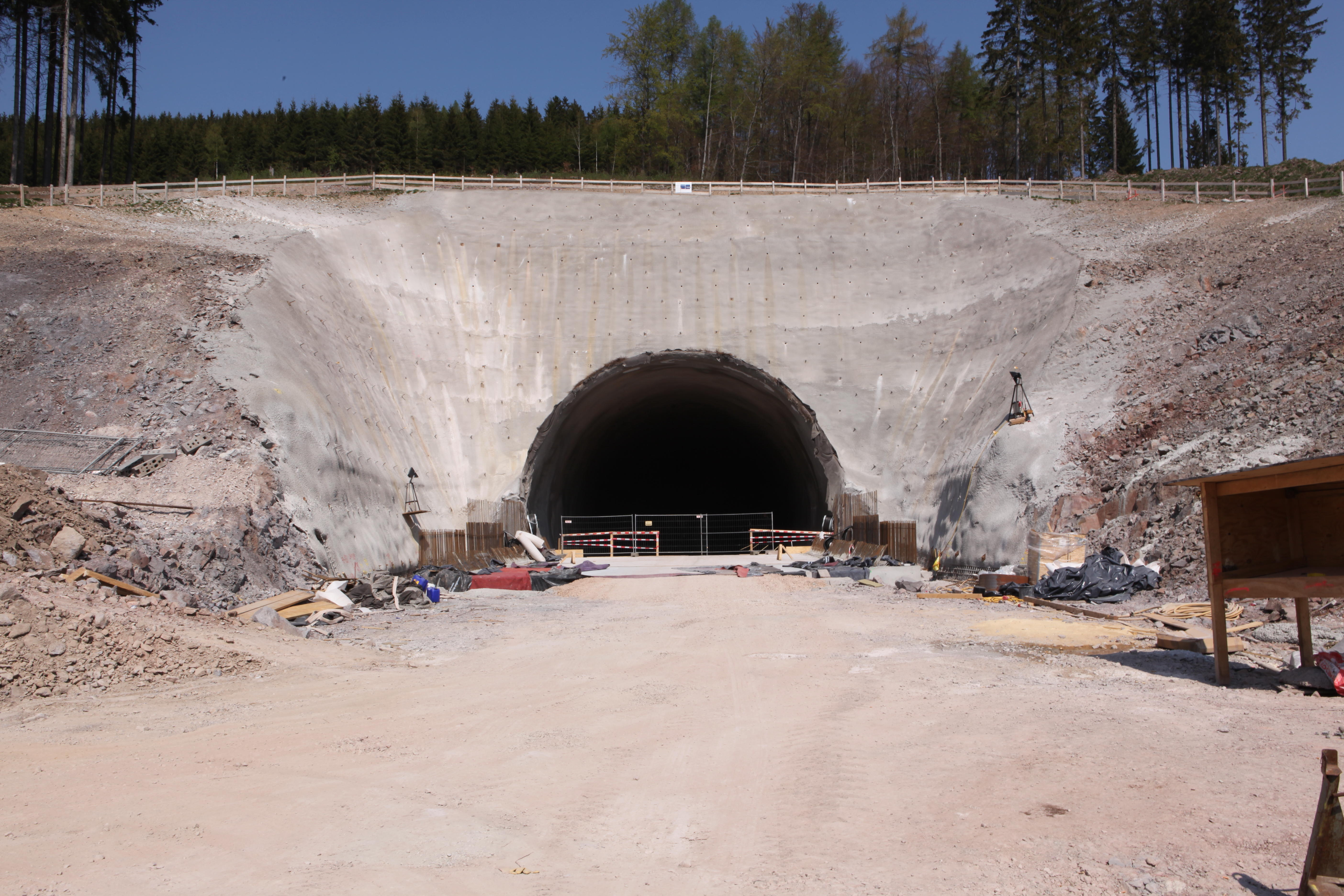
Südliches Tunnelportal
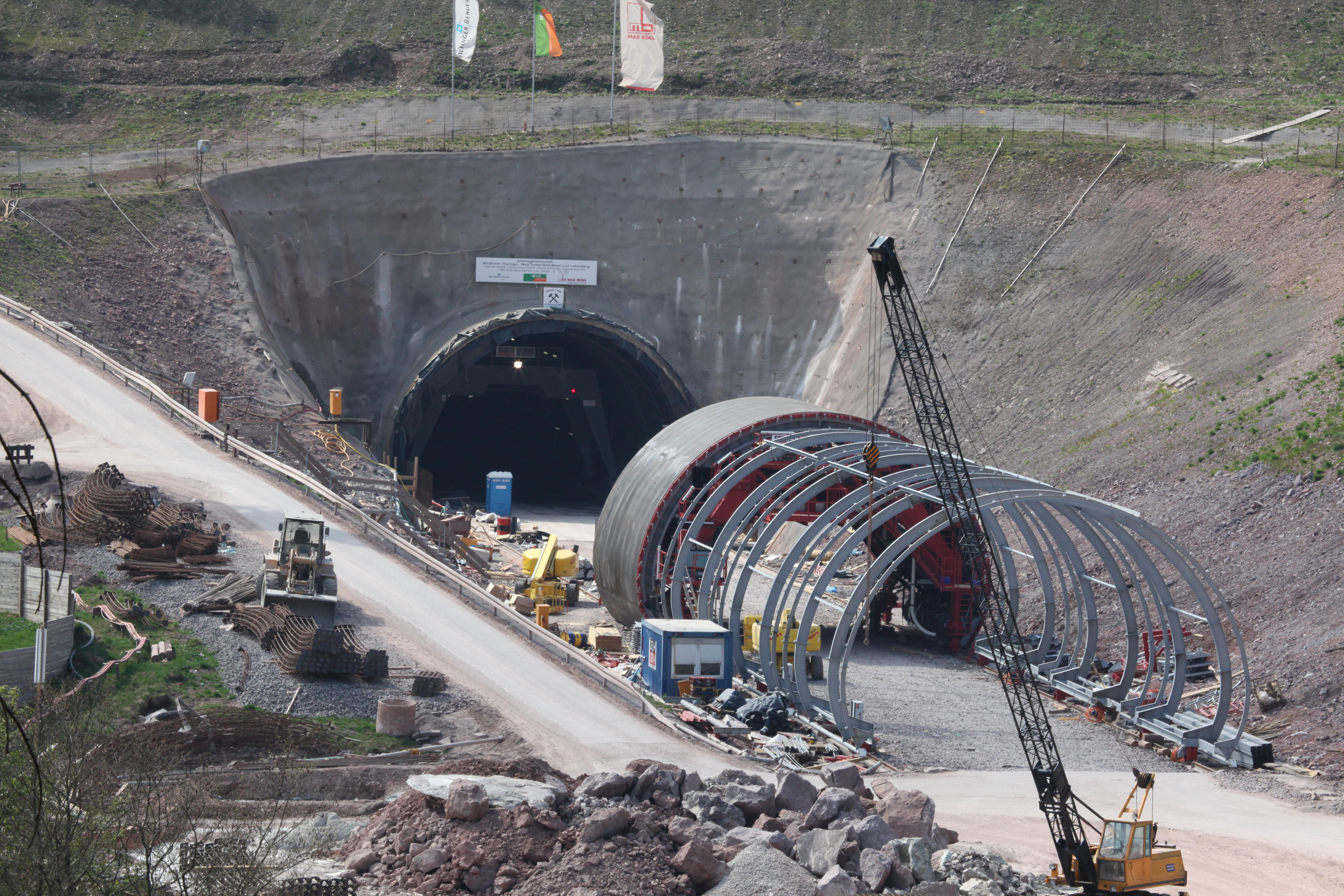
Nördliches Tunnelportal
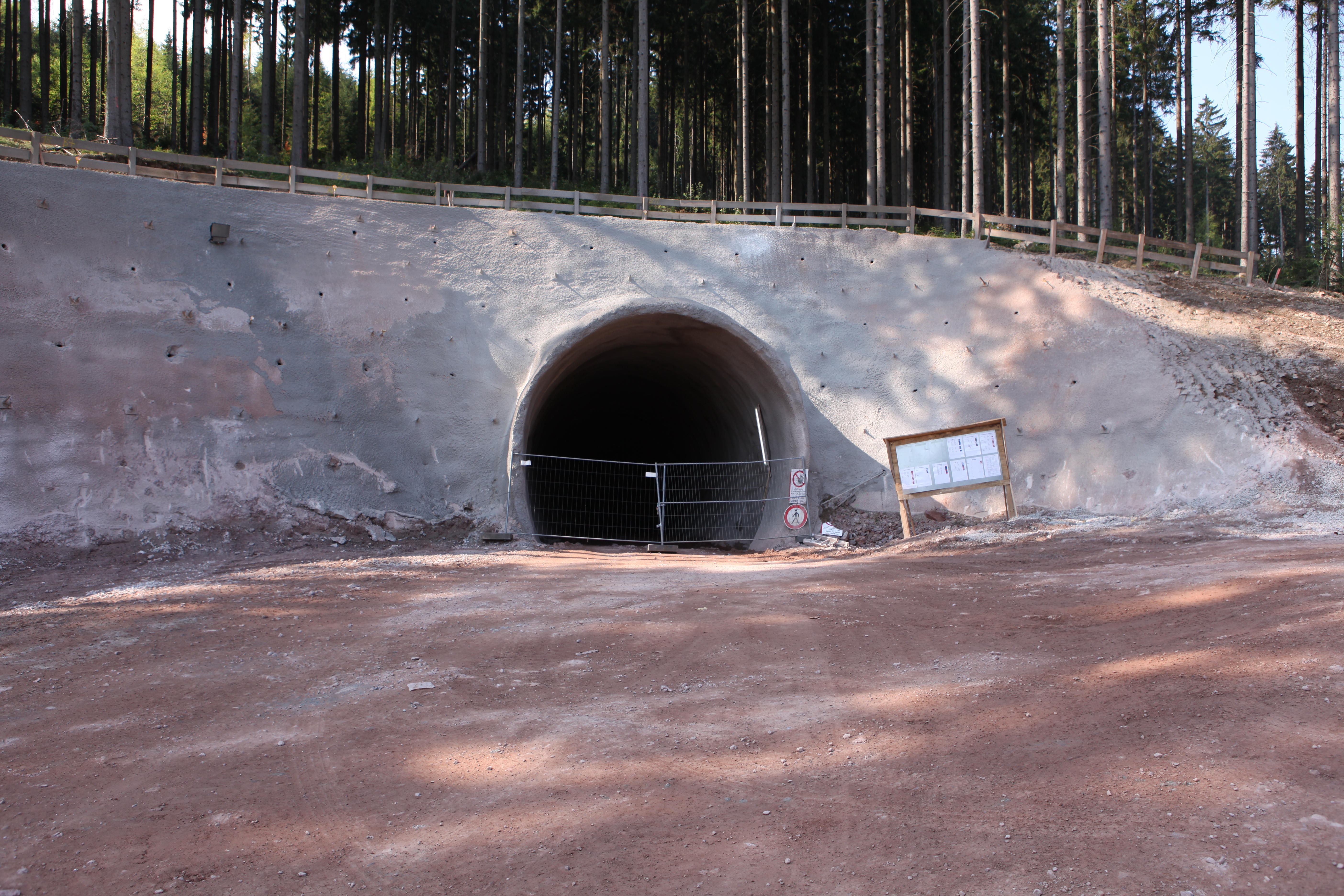
Portal für Notausgang 50° 38′ 13,44″ N, 10° 59′ 13,13″ O